# دانیال الفیرنکو
دانیال الفیرنکو (اوکراینی: Даниїл Сергійович Алефіренко؛ زادهٔ ۱۹ آوریل ۲۰۰۰) بازیکن فوتبال است.
وی همچنین در تیم‌های ملی فوتبال Ukraine national under-18 football team و زیر ۲۱ سال اوکراین بازی کرده‌است.